# حد چاندراسخار
حد چاندراسخار (به انگلیسی: Chandrasekhar limit) نام حدی در نجوم است که وضعیت ستاره بعد از انفجار را مشخص می‌کند به طوری که اگر جرم هسته ستاره بعد از انفجار از حد چاندراسخار کمتر بود هسته ستاره به کوتوله سفید تغییر می‌کند(خورشید در این دسته جای می‌گیرد) و اگر بیشتر بود هسته ستاره ستاره نوترونی یا سیاه‌چاله می‌گردد. این مقدار را فیزیک‌دان هندی سوبرامانیان چاندراسخار به دست آورد.
مقدار این حد تقریباً برابر ۱.۴ جرم خورشید است.

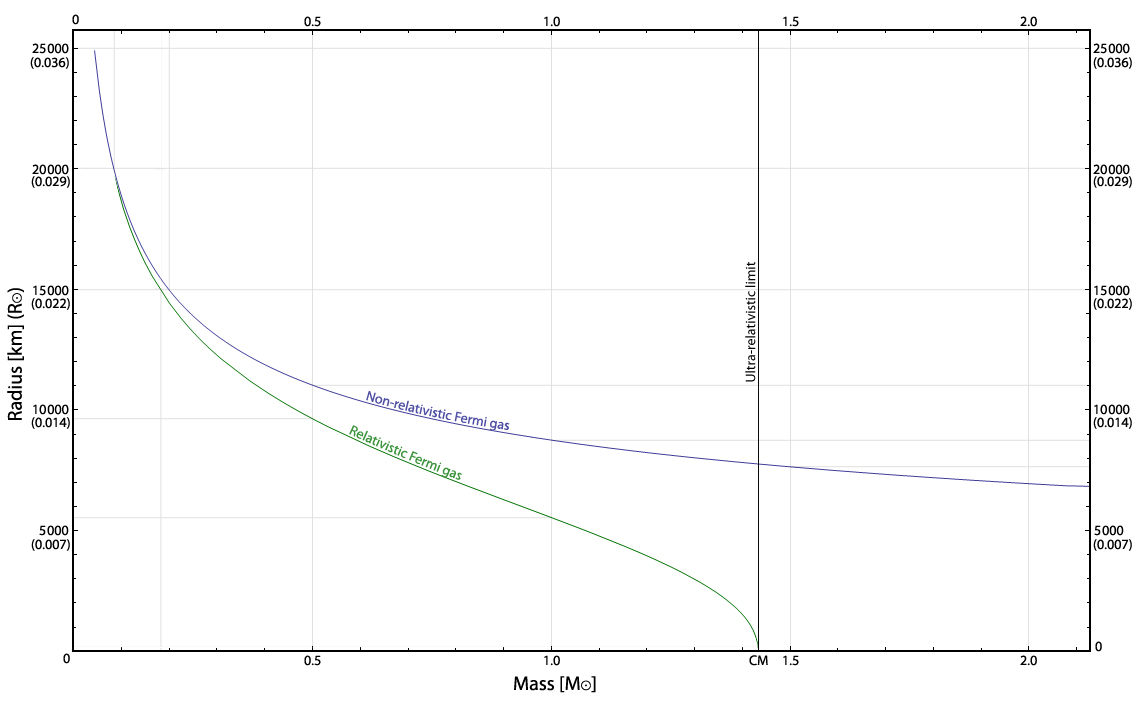
محور افقی جرم هستهٔ ستاره برحسب خورشید را مشخص می‌کند و محور عمودی شعاعش را به کیلومتر و نیز بر حسب شعاع خورشید خم سبز برای گازهای فرمی آرمانی و خم آبی مال گازهای فرمی آرمانی غیرنسبیتی است. خط عمودی حد فرانسبیتی را نشان می‌دهد